# Jørgen Bojsen-Møller
Jørgen Bojsen-Møller (ur. 17 kwietnia 1954 w Stege) – duński żeglarz sportowy, dwukrotny medalista olimpijski.
Startował w klasie Latający Holender. Brał udział w czterech igrzyskach (IO 80, IO 84, IO 88, IO 92), na dwóch zdobywał medale. W 1988 sięgnął po złoty medal, partnerował mu Christian Grønborg. W 1992 zajął trzecie miejsce, razem z kuzynem Jensem Bojsenem-Møllerem. Wcześniej pływał z bratem Jacobem. Wielokrotnie był złotym medalistą mistrzostw świata.